# Joseph Coincé
Joseph Coincé, né en 1764 à Metz et mort le 10 mai 1833 à Laval, est un religieux français.

## Biographie
Prêtre jésuite avant la Révolution, il émigre en Allemagne et exerce son ministère dans une petite paroisse du côté de Munster[Lequel ?] où il rencontre une famille mayennaise, les Cossé-Brissac, dont une des filles devait être plus tard la fondatrice des Bénédictines de Craon (Madame de Cossé-Brissac (pt)).
Entré chez les Jésuites de Rīga en 1805 et dont il devient le supérieur en 1813, il établit un pensionnat, un hôpital et un bureau de bienfaisance dans la ville.
Médecin, quelquefois même chirurgien, il jouit dans le pays d'une extraordinaire réputation et même de l'amitié du tsar qui chasse pourtant les jésuites de ses états en 1820. Le père Coincé est alors envoyé à Laval, où jusqu'en 1833, il mène une vie de missionnaire. Sa voix puissante remue les foules, et il passe pour opérer des guérisons : il aurait le pouvoir de guérir la « rifle », de lire dans les consciences et de prédire l'avenir.
Mort à la maison Saint-Michel, son inhumation a lieu le lendemain à l'église Saint-Vénérand : il est inhumé au cimetière du Pré de la Guettière. Lorsque ce cimetière est abandonné en 1887, son corps est transporté au cimetière de Vaufleury. On peut lire encore gravé sur la stèle  « qu'il combattit toute sa vie avec les armes de la justice et que, près de mourir, à peine consentait-il à les déposer ». Sa forte personnalité a laissé un grand souvenir à Laval où on voit encore des fleurs, des bougies et des ex-votos variés sur sa tombe.

## Sources
- Laval (53) : cimetière de Vaufleury, Curiositéssur landrucimetieres.fr.